# Quốc huy Ý
Quốc huy Ý được Cộng hòa Ý chọn làm quốc huy chính thức ngày 5 tháng 5 năm 1948. Quốc huy này bao gồm một ngôi sao trắng năm cánh với viền màu đỏ, đặt lên trên một bánh răng năm trục, đứng giữa một nhánh ô liu về bên phải và một nhánh sồi về bên trái; những nhánh cây xanh được buộc lại với nhau bởi dải băng màu đỏ mang dòng chữ "REPVBBLICA ITALIANA" màu trắng. Hiện nay quốc huy được sử dụng rộng rãi bởi chính phủ Ý.

## Lịch sử

(1870)
(1890)
(1929-1944)
(1944-1945)